# Přemýšlení o nesmrtelnosti chrousta

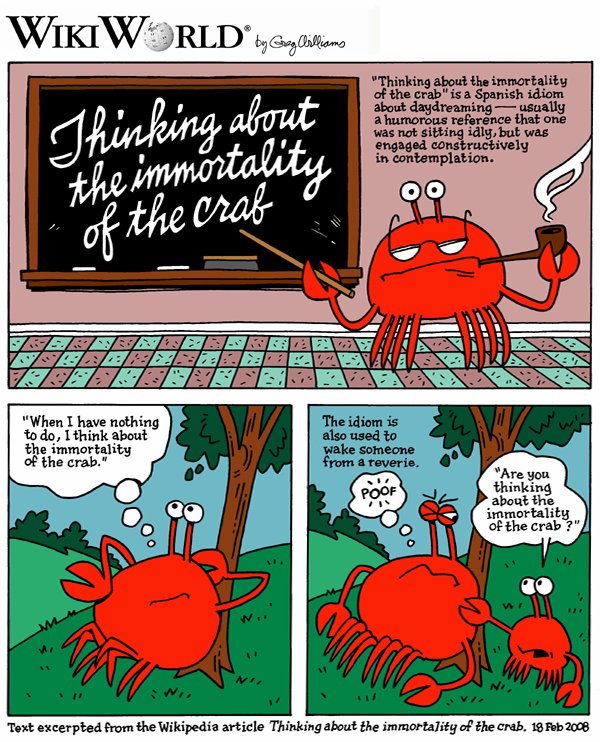
Minikomiks na toto téma v projektu WikiWorld (Greg Williams, 2008)

Přemýšlení o nesmrtelnosti chrousta je česká obdoba idiomu o denním snění (španělsky Pensando en la inmortalidad del cangrejo, kde cangrejo znamená krab/rak). Tato fráze se obvykle používá jako vtipný způsob, jak říci, že člověk nečinně nesedí, ale konstruktivně se zabývá kontemplací. Používá se také k probuzení někoho ze zasnění obdobou otázky „Přemýšlíš o nesmrtelnosti chrousta?“ (španělsky ¿Estás pensando en la inmortalidad del cangrejo?). Podobné idiomy se objevují i v jiných jazycích, např. v portugalštině pensando na morte da bezerra – přemýšlení o smrti telete; nebo ve finštině istun ja mietin syntyjä syviä – přemýšlení o zrození (vesmíru). V Dominikánské republice existuje varianta pensando en la logica del mosquito – přemýšlení o logice komára.

## Původ a význam idiomu
S biologickou podstatou životního cyklu chrousta nemá idiom pravděpodobně nic společného, jelikož po cca čtyřletém larválním stadiu žije dospělý chroust méně než dva měsíce. Chroust je sice zdraví neškodný, ale od středověku má pověst škůdce na polích a dokázal zničit značnou část úrody. Zároveň jsou chrousti považováni za otravný, strach nahánějící hmyz pro svou velikost a neřízený let v podvečerních hodinách. V 19. století byli oblíbenou hračkou pro děti, které je přivazovaly či připínaly k pevnému bodu a bavily se jejich létáním v kruzích. Při podobné hře údajně dospívající Nikola Tesla vyrobil svůj první pohon jednoduchého motoru zapřažením několika chroustů.
Často se za přemýšlení o nesmrtelnosti chrousta pejorativně označuje obor filosofie. Jan Sokol to v rozhovoru pro Českou televizi popsal tak, že jiné obory se zabývají rozšiřováním lidských možností, ale jediná filosofie řeší, jak s těmi možnostmi naložit. V idiomu tedy nemusí jít o nesmrtelnost jako vlastnost konkrétního pozemského tvora, ale jako možnost, k níž směřuje lidská touha objevující se v různé formě v mytologii a náboženských systémech.